# Greg Walters

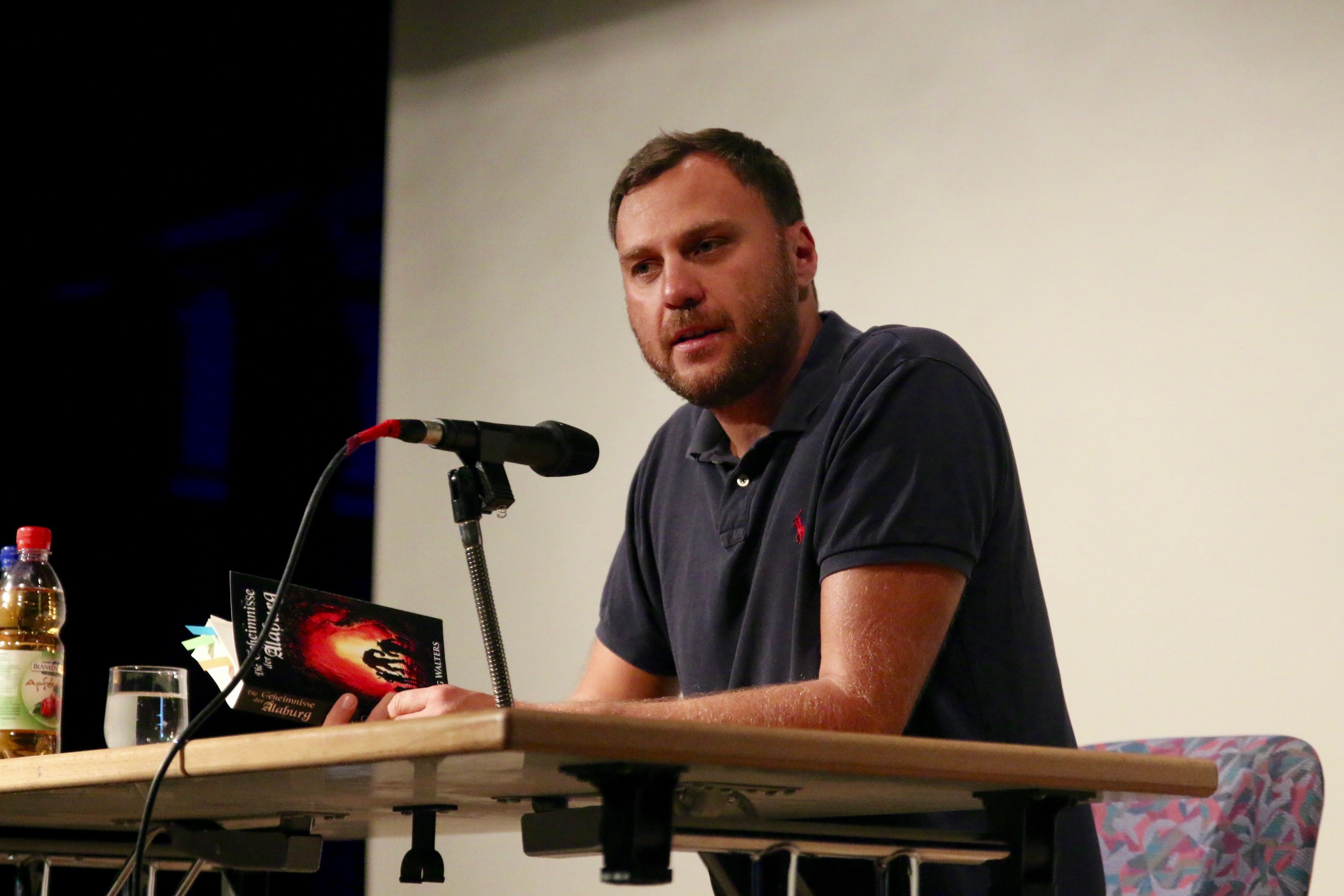
Greg Walters, 2016

Greg Walters, eigentlich Gregor Timme, (* 3. Mai 1980 in Gardelegen) ist ein deutscher Autor von Fantasy-, High-Fantasy- und Jugendliteratur.

## Biografie
Gregor Timme wuchs in Gardelegen (Sachsen-Anhalt) auf, besuchte dort die Grundschule und im Anschluss daran das Geschwister-Scholl-Gymnasium. Nach Abschluss seines Abiturs im Sommer 1998 leistete er seinen Zivildienst bei der Lebenshilfe Gardelegen e. V. ab. Er studierte von Mitte 1999 bis 2006 an der Otto-von-Guericke-Universität Magdeburg Geschichte und Politik für das Gymnasiallehramt. Von 2006 bis 2008 absolvierte er sein zweites Staatsexamen. Neben seiner Tätigkeit als Autor ist er als Lehrer für Geschichte und Politik an einem Braunschweiger Gymnasium tätig.
Gregor Timme ist verheiratet und lebt heute mit seiner Familie in der niedersächsischen Stadt Braunschweig.

## Werdegang als Autor
Bereits während seines Studiums begann Gregor Timme mit dem Schreiben erster Kurzgeschichten. Der Grundstein hierfür wurde teilweise durch sein Geschichtsstudium gelegt. Da er sich schon als Kind für Fantasybücher begeisterte, war es nur eine Frage der Zeit, bis er sich dem Fantasy-Genre zuwendete und den ersten Roman verfasste.
Unter dem Pseudonym Greg Walters veröffentlichte der Autor 2015 seinen Fantasy-Debütroman Die Geheimnisse der Âlaburg zunächst als Self-Publisher. Dieses Buch ist der Auftakt der Farbseher-Saga -Reihe, bestehend aus insgesamt sieben Bänden, von denen sechs inzwischen veröffentlicht sind. Die weiteren Bände dieser Reihe sind Die Legenden der Âlaburg aus 2016, Die Chroniken der Âlaburg aus 2017, Die Sagen der Âlaburg ebenfalls 2017, Der Orden der Âlaburg und Das Vermächtnis der Âlaburg im Jahr 2020. Alle Bände der Reihe sind inzwischen als E-Book, Taschenbuch (beides Amazon Kindle Direct Publisher), gebundene Ausgabe (Books on Demand Verlag) sowie als Hörbuch (gelesen vom Synchron- und Hörbuchsprecher Marco Sven Reinbold, produziert von der Hörbuchmanufaktur Berlin) erschienen. Ab Band fünf, Der Orden der Âlaburg, produziert der Ronin Hörverlag mit dem Schauspieler, Sprecher und Regisseur Robert Frank die Reihe weiter.
Im Oktober 2018 wurde der Autor vom bene Bücher Verlag unter Vertrag genommen. Mit dem Abschluss der Farbseher-Saga begann der Autor mit den Arbeiten an einer neuen mehrteiligen High-Fantasy-Reihe. Die Die Bestien Chroniken, deren Auftakt-Band Bestias im Sommer 2018 fertiggestellt, und im Herbst 2018 publiziert wurde. Dieser ist als E-Book, Taschenbuch, gebundene Ausgabe (bene Bücher Verlag, Erkrath), Download-Hörbuch (gelesen von Marco Sven Reinbold, produziert vom Ronin Hörverlag, Erlangen) sowie als MP3-Audio-CD veröffentlicht worden. Der Band 2 der Reihe mit dem Titel Magus erschien am 1. März 2019 als E-Book, der dritte Band Rebelles im Sommer 2019. Die entsprechenden Hörbücher im April und August 2020 erneut über den Ronin Hörverlag.
Mit Der Lehrling des Feldschers, dem ersten Band der 3-teiligen Reihe Die Feldscher-Chroniken, veröffentlichte der Autor erstmals ein Buch, welches das klassische Fantasy Genre mit historischen Elementen aus dem Dreißigjährigen Krieg kombinierte. Der im Jahr 2020 veröffentlichte erste Band erschien als E-Book, Taschenbuch und als gebundene Ausgabe. Die Hörbuchfassung wurde erneut vom Ronin Hörverlag produziert und von Robert Frank als Sprecher eingelesen. Das Buch und der Autor gewannen im Oktober 2020 den Jurypreis Amazon / Focus Kindle Storyteller Award 2020. Im November 2021 wählte das Lifestyle-Magazin GQ den 1. Band aus der Buchreihe in seine Top-7-Bestenliste im Genre Fantasy Literatur für Erwachsene.
Der erste Band aus der Farbseher-Saga des Autors wurde Ende des Jahres 2020 in englischer Sprache mit dem Titel The Secrets of Alaburg in den USA veröffentlicht. Im Gegensatz zur deutschsprachigen Ausgabe lautet hier der Name eines Protagonisten Bryn anstelle von Leik, da der Name in der englischen Sprache nicht geläufig ist.

## Die Weltenbauer³ Autorengruppe
Gemeinsam mit dem Fantasyautoren Sam Feuerbach und der Fantasyautorin und Journalistin Mira Valentin bildet Greg Walters die Autorenvereinigung Die Weltenbauer³. Im November des Jahres 2020 veröffentlichten die Autorin und die beiden Autoren das erste gemeinsame Werk mit dem Titel Die Prüfung als E-Book und Taschenbuch. Band 1 der 3-teiligen Fantasyreihe Schattenstaub. Das dazugehörige Hörbuch wurde durch Audible Studios produziert, von Robert Frank eingelesen und erschien im April 2021. Die Veröffentlichung von Band 2 mit dem Titel Die Suche erfolgte im Mai 2021 als E-Book und Taschenbuch und dessen Hörbuch Adaption am 1. Juni 2021. Mit Band 3 Die Wandlung wurde die Trilogie im Februar 2022 abgeschlossen. Auch dieser Band ist als E-Book und Taschenbuch erschienen. Audible hat die dazugehörige Hörbuchfassung für April 2022 angekündigt, wieder mit Robert Frank als Sprecher.

## Werke

### E-Books / Taschenbücher / gebundene Ausgaben

#### Die-Bestien-Chroniken
(abgeschlossene Buchreihe)
- Die Bestien Chroniken - Bestias -. bene Bücher Verlag, Erkrath 2018, ISBN 978-3-947515-50-9.
- Die Bestien Chroniken - Magus -. bene Bücher Verlag, Erkrath 2019, ISBN 978-3-947515-51-6.
- Die Bestien Chroniken - Rebelles -. bene Bücher Verlag, Erkrath 2019, ISBN 978-3-947515-52-3.

#### Farbseher-Saga
- Die Geheimnisse der Âlaburg. bene Bücher Verlag, Erkrath 2019, ISBN 978-3-947515-53-0.
- Die Legenden der Âlaburg. bene Bücher, Erkrath 2019, ISBN 978-3-947515-54-7.
- Die Chroniken der Âlaburg. bene Bücher Verlag, Erkrath 2019, ISBN 978-3-947515-55-4.
- Die Sagen der Âlaburg. bene Bücher Verlag, Erkrath 2019, ISBN 978-3-947515-56-1.
- Der Orden der Âlaburg. bene Bücher Verlag, Erkrath 2020, ISBN 978-3-947515-57-8.
- Das Vermächtnis der Âlaburg. bene Bücher Verlag, Erkrath 2020, ISBN 978-3-947515-58-5.

#### Die Feldscher-Chroniken
(abgeschlossene Buchreihe)
- Der Lehrling des Feldschers. Selbstverlag, Braunschweig 2020, ISBN 978-3-7519-0549-7.
- Der Lehrling des Feldschers II. Selbstverlag, Braunschweig 2021, ISBN 978-3-7534-4327-0.
- Der Lehrling des Feldschers III. Selbstverlag, Braunschweig 2021, ISBN 979-84-8359152-8.

#### Schattenstaub
Trilogie zusammen mit den Autoren Mira Valentin und Sam Feuerbach:
- Die Prüfung. bene Bücher, Erkrath 2020, ISBN 978-3-947515-61-5
- Die Suche. bene Bücher, Erkrath 2021, ISBN 978-3-947515-62-2
- Die Wandlung. bene Bücher, Erkrath 2022, ISBN 978-3-947515-63-9

#### Minen der Macht
Fantasykrimi – Trilogie zusammen mit den Autoren Bernhard Hennen, Mira Valentin, Sam Feuerbach, Greg Walters und Torsten Weitze:
- April 2023 –  Minen der Macht: Der Unheiler ISBN 978-3-596-70856-7
- Oktober 2023 – Minen der Macht: Der Formbrecher ISBN 978-3-596-70857-4
- März 2024 – Minen der Macht: Der Grauzorn ISBN 978-3-596-70858-1

#### Die Gargoyles von Notre Dame
- Die Gargoyles von Notre Dame. Selbstverlag, Braunschweig 2023, ISBN 979-83-8870855-7.

### Hörbücher

#### Die Bestien Chroniken (Download / MP3-Audio-CD)
- Band 1 – Bestias – Ronin Hörverlag Erlangen 2018, gelesen von Marco Sven Reinbold, ISBN 978-3-96154-102-7
- Band 2 – Magus – Ronin Hörverlag Erlangen 2019, gelesen von Marco Sven Reinbold, ISBN 978-3-96154-103-4
- Band 3 – Rebelles – Ronin Hörverlag Erlangen 2020, gelesen von Marco Sven Reinbold, ISBN 978-3-96154-104-1

#### Farbseher-Saga (Download/Streaming)
- Band 1 – Die Geheimnisse der Âlaburg – Hörbuchmanufaktur Berlin 2017, gelesen von Marco Sven Reinbold, 9 h 55 m
- Band 2 – Die Legenden der Âlaburg – Hörbuchmanufaktur Berlin 2017, gelesen von Marco Sven Reinbold, 9 h 25 m
- Band 3 – Die Chroniken der Âlaburg – Hörbuchmanufaktur Berlin 2018, gelesen von Marco Sven Reinbold, 9 h 52 m
- Band 4 – Die Sagen der Âlaburg – Hörbuchmanufaktur Berlin 2018, gelesen von Marco Sven Reinbold, 10 h 42 m
- Band 5 – Der Orden der Âlaburg – Ronin Hörverlag Erlangen 2020, gelesen von Robert Frank, 10 h 17 m
- Band 6 – Das Vermächtnis der Âlaburg – Ronin Hörverlag Erlangen 2020, gelesen von Robert Frank, 10 h 08 m

#### Die Feldscher-Chroniken (Download/Streaming)
- Band 1 – Der Lehrling des Feldschers – Ronin Hörverlag Erlangen 2020, gelesen von Robert Frank, 9 h 49 m
- Band 2 – Der Lehrling des Feldschers – Ronin Hörverlag Erlangen 2021, gelesen von Robert Frank, 9 h 57 m
- Band 3 – Der Lehrling des Feldschers – Ronin Hörverlag Erlangen 2021, gelesen von Robert Frank, 10 h 54 m

#### Schattenstaub
Trilogie mit Mira Valentin und Sam Feuerbach:
- Band 1: Die Prüfung, Audible Studios, 2021, gelesen von Robert Frank, 12 h 07 m
- Band 2: Die Suche, Audible Studios, 2021, gelesen von Robert Frank, 12 h 05 m
- Band 3: Die Wandlung, Audible Studios, 2022, gelesen von Robert Frank, 14 h 08 m

## Preise und Auszeichnungen
- 2016 – Die Leser der Medienplattform Lovelybooks.de wählten Greg Walters Roman Die Geheimnisse der Alaburg, aus der Farbseher-Saga, auf Platz 1 der lesenswertesten Bücher unabhängiger Autoren.
- 2020 – Gewinner des Amazon Kindle / Focus Storyteller Award 2020 für Greg Walters Roman Der Lehrling des Feldschers Band 1, aus der Die Feldscher-Chroniken Reihe[7]